# 奧科班巴區 (欽切羅斯省)
13°28′59″S 73°33′40″W / 13.48306°S 73.56111°W
奧科班巴區（西班牙語：Distrito de Ocobamba），是秘魯的一個區，位於該國南部阿普里馬克大區的欽切羅斯省，面積58.2平方公里，海拔高度3,006米，2005年人口8,253，人口密度每平方公里140人。